# Ранцево (посёлок, Кувшиновский район)
Ранцево — посёлок сельского типа в Кувшиновском районе Тверской области, входит в состав Сокольнического сельского поселения, до 2015 года являлся центром Ранцевского сельского поселения.
Находится в 24 километрах к юго-западу от районного центра Кувшиново. Железнодорожная станция Ранцево на линии «Торжок — Соблаго» (Октябрьская железная дорога). К северо-западу от посёлка верховье реки Большая Коша.

## История

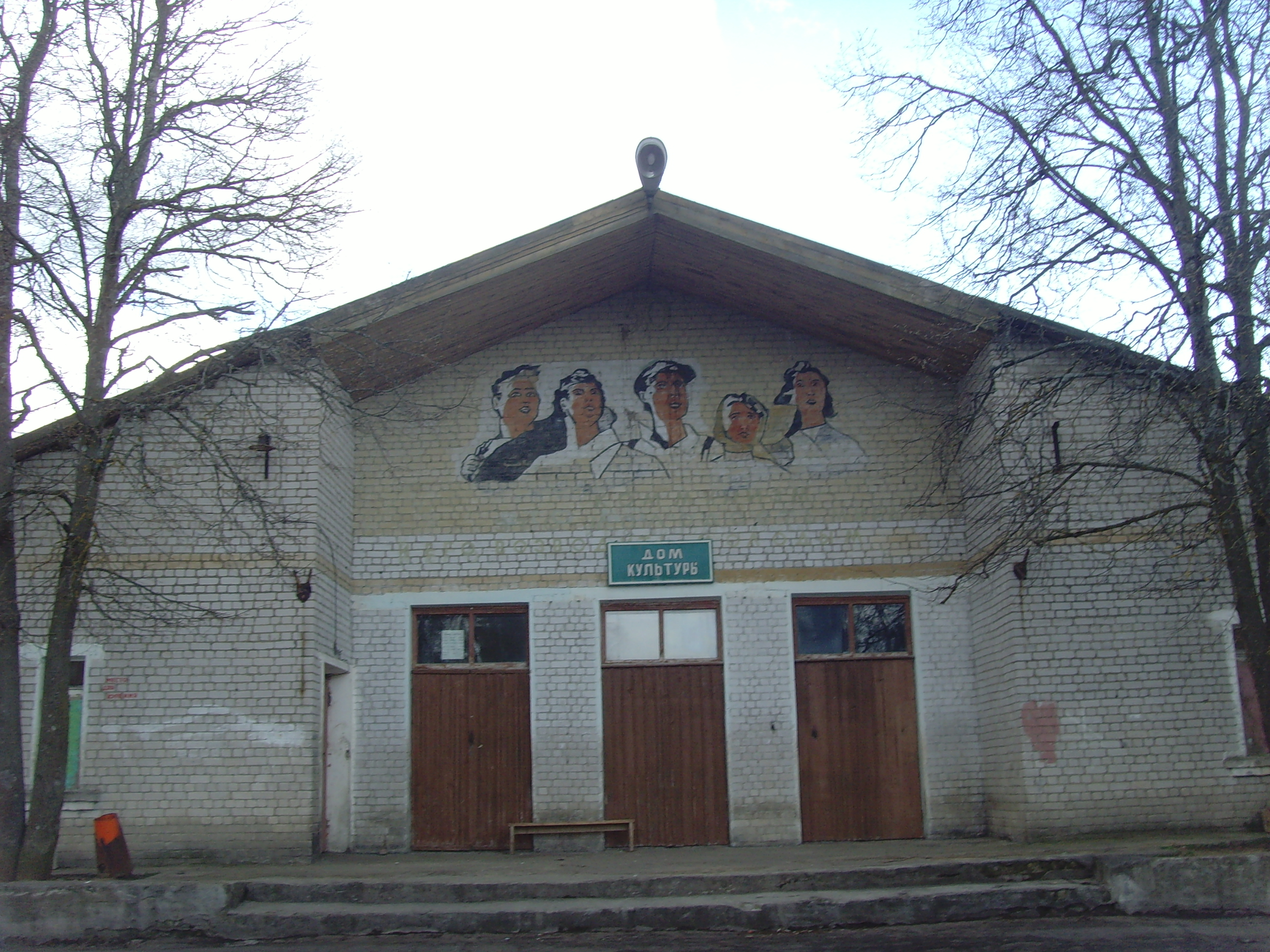
Ранцевский дом культуры. 2012 год

В начале XX века началась разработка залежей торфа для обеспечения топливом Кувшиновской бумажной фабрики. При станции Ранцево выросло барачное поселение для наемных рабочих, уже в Советское время ставшее поселком Ранцево. Торфоразработки здесь были развернуты на полную мощность в 1930-е годы. А после Великой Отечественной войны добычу ранцевского торфа начали вести новым и перспективным для того времени фрезерным способом. Основным потребителем торфа была Каменская ТЭЦ города Кувшиново (сейчас она закрыта, так как в Кувшинове введена в эксплуатацию новая современная газовая котельная). До 2005 года Ранцевское торфопредприятие входило в состав ЗАО «Тверьторф».
Ранцевское торфопредприятие имело сеть узкоколейных железных дорог, по одной из веток можно было добраться до города Кувшиново. В настоящий момент находится в руинах, узкоколейка в сторону города Кувшиново полностью разобрана.

## Население
| 1989 | 2002 | 2008 | 2010 |
| ---- | ---- | ---- | ---- |
| 887  | ↘564 | ↘525 | ↘451 |

## Инфраструктура
- МОУ «Ранцевская средняя общеобразовательная школа» — закрыта;
  - в 1974 году при ней был открыт Музей космонавтики им. Ю. А. Гагарина
- МДОУ «Детский сад № 7» — закрыто;
- Ранцевская участковая больница — закрыта;
- ДК «Торфяник»;
- спортзал — закрыт;
- ООО «Агроторфпром» — закрыто;
- пекарня — закрыта;
- пожарное депо — закрыто;
- баня — закрыта;
- 2 частных магазина;
- библиотека - закрыта;
- почта;
- бывшая администрация Ранцевского сельского поселения;
- столовая — закрыта;
- Ж/Д станция «Ранцево».